# سانحه برخورد هوایی تایبی آیلند
سانحه برخورد هوایی تایبی آیلند (انگلیسی: Tybee Island mid-air collision) یک تصادف هوایی بین دو هواگرد نظامی نیروی هوایی ایالات متحده آمریکا یعنی بمب‌افکن سنگین بوئینگ بی-۴۷ استراتوجت و جنگنده اف-۸۶ سابر در آب‌های منطقه تایبی آیلند، جورجیا بود. در نتیجه این حادثه ۵ تن از خدمه بوئینگ بی-۴۷ کشته شدند و ۱۲ تن دیگر با موفقیت با چتر به بیرون پریدند، همچنین خلبان اف-۸۶ سابر نیز موفق به ایجکت شد و از این حادثه جان سالم به در برد. یک بمب اتمی مارک ۱۵ در جریان سقوط توسط خدمه بی-۴۷ استراتوجت در آب‌های اقیانوس رها شد و با وجود جستجوهای گسترده مختلف توسط نیروی هوایی و نیروی دریایی ایالات متحده و همچنین تیم‌های غیرنظامی، از آن هیچگونه اثری به دست نیامده و تا به امروز این بمب اتمی در اعماق اقیانوس اطلس مفقود است.